# Albert Brisbane
Pour les articles homonymes, voir Brisbane (homonymie).
Albert Brisbane, né le 22 août 1809 à Batavia (État de New York) et mort le 1er mai 1890 à Richmond (Virginie), est un socialiste utopique américain. Ses ouvrages, en particulier Social Destiny of Man (1840), et sa revue The Phalanx, en font l'un des principaux promoteurs des théories de Charles Fourier aux États-Unis.

## Biographie
Issu d'une famille aisée, il reçut une éducation soignée qu'il put prolonger en Europe, d'abord à Paris où il fréquenta la Sorbonne, puis à l'université Humboldt de Berlin. C'est en France qu'il fit la connaissance, décisive dans son itinéraire intellectuel, de Charles Fourier. Il le décrit comme « un être aussi original que ses livres », qui « n'a pas le moindre tact pour propager sa doctrine », « en dehors de la réalité des choses, ne comprenant rien au monde », avant de conclure : « il a très peu de cœur, mais il a une activité sans bornes et certes il a fait de belles découvertes ».
De retour aux États-Unis, il put développer ses théories dans le New-York Tribune dont l'éditeur Horace Greeley, favorablement impressionné par ses idées, lui ouvrit les colonnes pour une chronique hebdomadaire. En 1844, la communauté Brook Farm se convertit au fouriérisme. Brisbane aida à la mise en place de plusieurs expériences communautaires du même type dans les années 1840 et 1850, dont la plupart furent éphémères.
Brisbane était un partisan précoce du Homestead Act. Il est enterré dans le cimetière de Batavia, dans l'État de New York.
Son fils, Arthur Brisbane (1864–1936), devint un journaliste et rédacteur en chef, proche du magnat de la presse William Randolph Hearst.
Les lettres d'Albert Brisbane à K. A. Varnhagen von Ense, écrites en français, sont conservées à la bibliothèque Jagellonne à Cracovie en Pologne.

## Publications
- Social Destiny of man, or Association and reorganization of industry, Philadelphia, C. F. Stollmeyer, 1840
- Letters of the American socialist Albert Brisbane to K. A. Varnhagen von Ense (éditées par Terry H. Pickett et Françoise de Rocher), Heidelberg, C. Winter, 1986